# Aleksandr Zavjalov
Aleksandr Aleksandrovitj Zavjalov (ryska: Александр Александрович Завьялов), född 2 juni 1955 i Moskva, är en rysk före detta längdskidåkare. Under 1980-talet tävlade han framgångsrikt för Sovjetunionen och erövrade bland annat ett VM-guld och två OS-silver.
Zavjalov var med vid OS både 1980 och 1984 och blev som bäst silvermedaljör 1984 på 30 km. Zavjalov är kanske mest känd för sin insats i VM 1982 i Oslo, där han körde sista sträckan för Sovjetunionen. Efter stor dramatik (där bland annat Norges Oddvar Brå bröt ena staven) korsade de båda slutmännen mållinjen exakt samtidigt, med ett delat guld som resultat.
1983 tilldelades Zavjalov Leninorden och 1984 avslutade han sin karriär.

## Källhänvisningar
1. ↑  FIS databas, FIS-längdskidåkar-ID: 54020, läst: 26 april 2022.[källa från Wikidata]
2. ↑  "Aleksandr Zavyalov". Arkiverad 29 januari 2010 hämtat från the Wayback Machine. Sports-reference.com. Läst 3 februari 2015. (engelska)

- Aleksandr Zavjalov på Internationella Skidförbundets webbplats